# Opuntia pailana
Opuntia pailana ist eine Pflanzenart in der Gattung der Opuntien (Opuntia) aus der Familie der Kakteengewächse (Cactaceae). Das Artepitheton pailana verweist auf das Vorkommen der Art in der Sierra de la Paila.

## Beschreibung
Opuntia pailana wächst strauchig mit mehreren aufrechten Zweigen und erreicht Wuchshöhen von bis 1 Meter. Die nahezu kreisrunden bis verkehrt eiförmigen, anfangs blaugrünen Triebabschnitte werden später gelblich grün. Sie sind 10 bis 14 Zentimeter lang und bis zu 9 Zentimeter breit. Die dunklen Areolen stehen bis zu 2 Zentimeter voneinander entfernt und tragen gelblich graue Glochiden, die mit langen weißen Haaren vermischt sind. Die zunächst meist drei, später sechs bis acht Dornen sind anfangs weißlich und manchmal quer gebändert. Später werden sie dunkel. Die Dornen sind 2 bis 3 Zentimeter lang. 
Über die Blüten und Früchte ist nichts bekannt.

## Verbreitung und Systematik
Opuntia pailana ist im mexikanischen Bundesstaat Coahuila in der Sierra de la Paila verbreitet.
Die Erstbeschreibung durch Wilhelm Weingart wurde 1929 veröffentlicht.

## Nachweise